# Championnat de France féminin de football 2008-2009
Navigation
Édition précédente Édition suivante
La Division 1 2008-2009  est la 35e édition du championnat de France féminin de football. Le premier niveau du championnat féminin oppose douze clubs français en une série de vingt-deux rencontres jouées durant la saison de football. La compétition débute le samedi 23 août 2008 et s'achève le dimanche 31 mai 2009.
Les deux premières places du championnat sont qualificatives pour la ligue des champions féminine de l'UEFA alors que les deux dernières places sont synonymes de relégation en Division 2.
Lors de l'exercice précédent, le FCF Nord Allier Yzeure et le FCF Condéen ont gagné le droit d'évoluer dans cette compétition après avoir respectivement fini premier de leur groupe de seconde division.
L'Olympique lyonnais, champion en 2008, est quant à lui le représentant français à la Coupe féminine de l'UEFA 2008-2009.
À l'issue de la saison, l'Olympique lyonnais décroche son septième titre de champion de France, remportant 21 matchs sur 22 grâce notamment à son attaquante brésilienne, Katia Da Silva, meilleure buteuse du championnat avec 27 réalisations. Dans le bas du classement, le FCF Condéen et le FC Vendenheim sont relégués après respectivement une et deux saisons au plus haut niveau.
| \| Olympique lyonnais Paris SG Montpellier HSC FCF Juvisy RC Saint-Étienne FCF Hénin-Beaumont Stade briochin FCF Nord Allier Yzeure Toulouse FC ASJ Soyaux FC Vendenheim FCF Condéen \| Localisation des clubs engagés dans le championnat. |
| Olympique lyonnais Paris SG Montpellier HSC FCF Juvisy RC Saint-Étienne FCF Hénin-Beaumont Stade briochin FCF Nord Allier Yzeure Toulouse FC ASJ Soyaux FC Vendenheim FCF Condéen                                                           |

## Participants
Ce tableau présente les douze équipes qualifiées pour disputer le championnat 2008-2009. On y trouve le nom des clubs, la date de création du club, l'année de la dernière montée au sein de l'élite, leur classement de la saison précédente, le nom des stades ainsi que la capacité de ces derniers.
Légende des couleurs
- Qualifié pour le second tour de la Coupe féminine de l'UEFA 2008-2009.
- Promu de Division 2.

| Nom du club            | Date de création | Dernière montée | Classement 2007-2008 | Stade                  | Capacité | Victoires en championnat |
| ---------------------- | ---------------- | --------------- | -------------------- | ---------------------- | -------- | ------------------------ |
| Olympique lyonnais     | 1970             | 1978            | 1                    | Plaine de Gerland      | 2 200    | 6                        |
| FCF Juvisy             | 1971             | 1986            | 2                    | Stade Georges Maquin   | 2 000    | 6                        |
| Montpellier HSC        | -                | 1997            | 3                    | Stade Joseph Blanc     | 1 000    | 2                        |
| RC Saint-Étienne       | 1977             | 2007            | 4                    | Stade Léon Nautin      | 1 500    | /                        |
| Paris Saint-Germain    | 1971             | 2001            | 5                    | Stade Georges-Lefèvre  | 3 500    | /                        |
| ASJ Soyaux             | 1968             | -               | 6                    | Stade Léo Lagrange     | 4 800    | 1                        |
| FC Vendenheim          | 1974             | 2007            | 7                    | Stade Waldeck          | 4 800    | /                        |
| Toulouse FC            | 1980             | 1994            | 8                    | Stade de la Ramée      | 3 000    | 4                        |
| FCF Hénin-Beaumont     | 1972             | 2003            | 9                    | Stade Raymonde Delabre | 500      | /                        |
| Stade briochin         | 1973             | 2006            | 10                   | Stade Fred-Aubert      | 13 500   | 1                        |
| FCF Nord Allier Yzeure | 1999             | 2008            | D2                   | Stade de Bellevue      | 2 164    | /                        |
| FCF Condéen            | 1978             | 2008            | D2                   | Stade Robert Gossart   | -        | /                        |

## Compétition

### Classement
Le classement est calculé avec le barème de points suivant : une victoire vaut quatre points, le match nul deux et la défaite un.
Critères appliqués pour départager en cas d'égalité au classement :
1. classement aux points des matchs joués entre les clubs ex æquo ;
2. différence entre les buts marqués et les buts concédés par chacun d’eux au cours des matchs qui les ont opposés ;
3. différence entre les buts marqués et les buts concédés sur la totalité des matchs joués dans le championnat ;
4. plus grand nombre de buts marqués sur la totalité des matchs joués dans le championnat ;
5. en cas de nouvelle égalité, une rencontre supplémentaire aura lieu sur terrain neutre avec, éventuellement, l’épreuve des tirs au but.

| Rang | Équipe                   | Pts | J  | G  | N | P  | Bp  | Bc | Diff |
| ---- | ------------------------ | --- | -- | -- | - | -- | --- | -- | ---- |
| 1    | Olympique lyonnais T     | 86  | 22 | 21 | 1 | 0  | 114 | 11 | +103 |
| 2    | Montpellier HSC CF       | 73  | 22 | 17 | 1 | 4  | 63  | 23 | +40  |
| 3    | FCF Juvisy               | 72  | 22 | 15 | 5 | 2  | 53  | 22 | +31  |
| 4    | FCF Hénin-Beaumont       | 51  | 22 | 9  | 2 | 11 | 49  | 60 | -11  |
| 5    | FCF Nord Allier Yzeure P | 51  | 22 | 8  | 5 | 9  | 40  | 38 | +2   |
| 6    | Stade briochin           | 50  | 22 | 8  | 4 | 10 | 32  | 53 | -21  |
| 7    | RC Saint-Étienne         | 49  | 22 | 7  | 6 | 9  | 40  | 46 | -6   |
| 8    | Paris SG                 | 49  | 22 | 7  | 6 | 9  | 29  | 30 | -1   |
| 9    | Toulouse FC              | 48  | 22 | 7  | 5 | 10 | 34  | 46 | -12  |
| 10   | ASJ Soyaux               | 41  | 22 | 5  | 4 | 13 | 22  | 51 | -29  |
| 11   | FCF Condéen P            | 39  | 22 | 5  | 2 | 15 | 30  | 76 | -46  |
| 12   | FC Vendenheim            | 26  | 22 | 0  | 5 | 17 | 15  | 65 | -50  |

|  | Qualifié pour la Ligue des champions 2009-2010 (Seizièmes de finale). |
|  | Qualifié pour la Ligue des champions 2009-2010 (Tour de qualification). |
|  | Relégué en Division 2. |
|  | T Tenant du titre. P Promu de Division 2. CF Vainqueur du Challenge de France 2008-2009. Pts points ; G victoires ; N match nuls ; P défaites Bp buts marqués ; Bc buts encaissés ; Diff différence de buts |

### Résultats
Source : Championnat de France de D1 2008-2009 - Calendrier, sur statsfootofeminin.fr
| Résultats (▼dom., ►ext.)                                   | Con | Hén | Juv | Lyo | Mon | Par | Bri  | Sai | Soy | Tou | Ven  | Yze |
| FCF Condéen                                                |     | 3-2 | 1-2 | 0-9 | 1-9 | 5-1 | 0-1  | 2-2 | 0-1 | 4-0 | 3-0  | 0-3 |
| FCF Hénin-Beaumont                                         | 4-2 |     | 0-3 | 0-5 | 1-3 | 2-0 | 1-2  | 5-4 | 3-2 | 2-2 | 1-1  | 3-1 |
| FCF Juvisy                                                 | 6-0 | 5-1 |     | 1-4 | 3-0 | 2-1 | 1-3  | 1-1 | 2-0 | 2-2 | 2-1  | 1-1 |
| Olympique lyonnais                                         | 4-1 | 8-0 | 0-0 |     | 2-1 | 2-0 | 14-1 | 6-3 | 7-0 | 2-0 | 12-0 | 6-0 |
| Montpellier HSC                                            | 6-1 | 2-1 | 1-4 | 1-2 |     | 3-1 | 3-1  | 1-0 | 3-0 | 4-0 | 3-1  | 3-0 |
| Paris SG                                                   | 4-0 | 3-5 | 0-2 | 0-2 | 1-1 |     | 1-1  | 0-0 | 1-0 | 2-0 | 4-0  | 3-0 |
| Stade briochin                                             | 1-2 | 4-2 | 0-3 | 0-5 | 0-3 | 0-0 |      | 0-0 | 1-3 | 5-2 | 3-0  | 0-1 |
| RC Saint-Étienne                                           | 4-1 | 2-1 | 2-2 | 1-4 | 2-4 | 2-0 | 5-1  |     | 4-2 | 0-2 | 3-2  | 2-2 |
| ASJ Soyaux                                                 | 3-1 | 0-3 | 2-3 | 1-8 | 0-5 | 0-2 | 0-1  | 2-0 |     | 1-1 | 0-0  | 1-3 |
| Toulouse FC                                                | 7-1 | 2-4 | 1-3 | 0-5 | 1-2 | 0-2 | 3-2  | 3-1 | 2-2 |     | 2-1  | 1-0 |
| FC Vendenheim                                              | 2-2 | 2-5 | 0-1 | 0-3 | 1-4 | 1-1 | 2-2  | 0-2 | 1-2 | 0-2 |      | 0-4 |
| FCF Nord Allier Yzeure                                     | 5-0 | 4-3 | 1-4 | 1-4 | 0-1 | 2-2 | 2-3  | 5-0 | 0-0 | 1-1 | 4-0  |     |
| - Victoire à domicile - Match nul - Victoire à l'extérieur |     |     |     |     |     |     |      |     |     |     |      |     |

## Bilan de la saison
| Championnat de France féminin de football 2008-2009 |                               |
| Champion                                            | Olympique lyonnais (3e titre) |
| Dauphin                                             | Montpellier HSC               |
| Coupes et trophées                                  |                               |
| Vainqueur Challenge de France 2008-2009             | Montpellier HSC               |
| Qualifications continentales                        |                               |
| Ligue des champions 2009-2010                       | Olympique lyonnais            |
| Ligue des champions 2009-2010                       | Montpellier HSC               |
| Promotions et relégations                           |                               |
| Promus en Division 1                                | ESOFV La Roche-sur-Yon        |
| Promus en Division 1                                | AS Montigny                   |
| Relégués en Division 2                              | FCF Condéen                   |
| Relégués en Division 2                              | FC Vendenheim                 |

## Statistiques
Leader du championnat
Évolution du classement
- Qualifié pour la phase finale de la Ligue des champions.
- Qualifié pour le tour de qualification de la Ligue des champions.
- Relégué en Division 2.

| Club                   | 1  | 2  | 3  | 4  | 5  | 6  | 7  | 8  | 9  | 10 | 11 | 12 | 13 | 14 | 15 | 16 | 17 | 18 | 19 | 20 | 21 | 22 |
| ---------------------- | -- | -- | -- | -- | -- | -- | -- | -- | -- | -- | -- | -- | -- | -- | -- | -- | -- | -- | -- | -- | -- | -- |
| FCF Condéen            | 12 | 12 | 12 | 12 | 11 | 9  | 7  | 7  | 9  | 9  | 10 | 11 | 10 | 11 | 11 | 11 | 11 | 11 | 11 | 11 | 11 | 11 |
| FCF Hénin-Beaumont     | 8  | 10 | 9  | 6  | 8  | 10 | 11 | 8  | 7  | 8  | 8  | 8  | 8  | 10 | 7  | 9  | 9  | 8  | 6  | 9  | 6  | 4  |
| FCF Juvisy             | 1  | 1  | 3  | 2  | 3  | 3  | 3  | 3  | 2  | 2  | 3  | 3  | 2  | 2  | 2  | 3  | 3  | 3  | 3  | 2  | 3  | 3  |
| Olympique lyonnais     | 2  | 2  | 1  | 1  | 1  | 1  | 1  | 1  | 1  | 1  | 1  | 1  | 1  | 1  | 1  | 1  | 1  | 1  | 1  | 1  | 1  | 1  |
| Montpellier HSC        | 5  | 5  | 4  | 3  | 2  | 2  | 2  | 2  | 3  | 3  | 2  | 2  | 3  | 3  | 3  | 2  | 2  | 2  | 2  | 3  | 2  | 2  |
| FCF Nord Allier Yzeure | 4  | 4  | 2  | 5  | 6  | 4  | 5  | 6  | 5  | 5  | 4  | 4  | 5  | 5  | 5  | 5  | 5  | 5  | 5  | 5  | 4  | 5  |
| Paris SG               | 10 | 6  | 6  | 8  | 7  | 6  | 8  | 9  | 10 | 10 | 7  | 7  | 6  | 6  | 6  | 7  | 6  | 6  | 7  | 7  | 5  | 8  |
| Stade briochin         | 6  | 7  | 7  | 9  | 10 | 11 | 10 | 11 | 11 | 11 | 11 | 10 | 11 | 9  | 10 | 8  | 7  | 7  | 9  | 6  | 8  | 6  |
| RC Saint-Étienne       | 11 | 9  | 8  | 10 | 9  | 8  | 9  | 10 | 8  | 7  | 9  | 9  | 9  | 8  | 9  | 6  | 8  | 9  | 8  | 8  | 9  | 7  |
| ASJ Soyaux             | 3  | 3  | 5  | 4  | 4  | 5  | 6  | 5  | 6  | 6  | 6  | 6  | 7  | 7  | 8  | 10 | 10 | 10 | 10 | 10 | 10 | 10 |
| Toulouse FC            | 9  | 11 | 10 | 7  | 5  | 7  | 4  | 4  | 4  | 4  | 5  | 5  | 4  | 4  | 4  | 4  | 4  | 4  | 4  | 4  | 7  | 9  |
| FC Vendenheim          | 7  | 8  | 11 | 11 | 12 | 12 | 12 | 12 | 12 | 12 | 12 | 12 | 12 | 12 | 12 | 12 | 12 | 12 | 12 | 12 | 12 | 12 |

Moyennes de buts marqués par journée
Ce graphique représente le nombre de buts marqués lors de chaque journée. Il est également indiqué la moyenne totale sur la saison qui est de 23,68 buts/journée.
| Cls | Joueuse           | Club               | Buts |
| --- | ----------------- | ------------------ | ---- |
| 1   | Katia Da Silva    | Olympique lyonnais | 27   |
| 2   | Sandrine Brétigny | Olympique lyonnais | 22   |
| 3   | Élodie Ramos      | Montpellier HSC    | 19   |
| 4   | Marie-Laure Delie | Montpellier HSC    | 17   |
| 4   | Lotta Schelin     | Olympique lyonnais | 17   |
| 6   | Laetitia Tonazzi  | FCF Juvisy         | 15   |
| 7   | Pauline Crammer   | FCF Hénin-Beaumont | 14   |
| 8   | Candie Herbert    | FCF Hénin-Beaumont | 13   |
| 8   | 3 joueuses        | 3 joueuses         | 12   |
| 11  | 2 joueuses        | 2 joueuses         | 11   |
| 13  | 4 joueuses        | 4 joueuses         | 10   |
| 17  | 1 joueuses        | 1 joueuses         | 9    |
| 18  | 1 joueuses        | 1 joueuses         | 8    |
| 19  | 5 joueuses        | 5 joueuses         | 7    |
| 24  | 4 joueuses        | 4 joueuses         | 6    |
| 28  | 6 joueuses        | 6 joueuses         | 5    |
| 34  | 9 joueuses        | 9 joueuses         | 4    |
| 43  | 10 joueuses       | 10 joueuses        | 3    |
| 53  | 30 joueuses       | 30 joueuses        | 2    |
| 83  | 36 joueuses       | 36 joueuses        | 1    |

| Cls | Joueuse               | Club                   | Passes |
| --- | --------------------- | ---------------------- | ------ |
| 1   | Louisa Necib          | Olympique lyonnais     | 12     |
| 2   | Charlotte Lozé        | Montpellier HSC        | 10     |
| 3   | Sonia Bompastor       | Olympique lyonnais     | 9      |
| 3   | Shirley Cruz Traña    | Olympique lyonnais     | 9      |
| 3   | Cynthia Gueheo-Djetou | FCF Nord Allier Yzeure | 9      |
| 3   | Eugénie Le Sommer     | Stade briochin         | 9      |
| 3   | Katia Da Silva        | Olympique lyonnais     | 9      |
| 3   | Elodie Thomis         | Olympique lyonnais     | 9      |
| 9   | 3 joueuses            | 3 joueuses             | 8      |
| 12  | 1 joueuses            | 1 joueuses             | 7      |
| 13  | 1 joueuses            | 1 joueuses             | 6      |
| 14  | 5 joueuses            | 5 joueuses             | 5      |
| 19  | 2 joueuses            | 2 joueuses             | 4      |
| 21  | 14 joueuses           | 14 joueuses            | 3      |
| 35  | 23 joueuses           | 23 joueuses            | 2      |
| 58  | 52 joueuses           | 52 joueuses            | 1      |